# Чула-Віста
Чула-Віста (англ. Chula Vista) — місто (англ. city) в США, в окрузі Сан-Дієго штату Каліфорнія. Населення — 275 487 осіб (2020). Друге за населенням місто округу Сан-Дієго.
Назва з іспанської дослівно перекладається як «красивий вид». Перші будинки містечка зведено 1889 року. З перших років місто було важливим світовим центром з вирощування лимонів. Офіційною датою заснування міста є 17 жовтня 1911 року. Тоді у місті було 650 жителів.
Населення міста швидко зростало у повоєнну добу — з 5 тисяч 1940 року до 16 тисяч 1950 року.
У 2003 році населення сягнуло 200 000 жителів, і місто стало другим за величиною містом в окрузі Сан-Дієго. Чула-Віста зростає швидкими темпами. South Bay Expressway, нова дорога державної мережі автошляхів, відкрилася 19 листопада 2007.
30 травня 2006 офіційні особи з Чула-Віста і Сан-Дієго Чарджерс зустрілися, щоб обговорити потенційне будівництво нового стадіону, який буде слугувати будинком для команди. У 2009 році Чула-Віста разом з дев'ятьма іншими містами другого рівня, такими як Хаяліа і Санта-Ана — було оцінене як одне з найбільш нудних міст в Америці за версією журналу Forbes, з посиланням на те, що місто хоч і має велике населення, але згадки про місто в національних засобах масової інформації трапляються вкрай рідко.

## Географія
Чула-Віста розташована за координатами 32°37′40″ пн. ш. 117°0′55″ зх. д. / 32.62778° пн. ш. 117.01528° зх. д. (32.627670, -117.015170).  За даними Бюро перепису населення США в 2010 році місто мало площу 134,92 км², з яких 128,54 км² — суходіл та 6,38 км² — водойми.

### Клімат
| Клімат : Чула-Віста   | Клімат : Чула-Віста | Клімат : Чула-Віста | Клімат : Чула-Віста | Клімат : Чула-Віста | Клімат : Чула-Віста | Клімат : Чула-Віста | Клімат : Чула-Віста | Клімат : Чула-Віста | Клімат : Чула-Віста | Клімат : Чула-Віста | Клімат : Чула-Віста | Клімат : Чула-Віста | Клімат : Чула-Віста |
| Показник              | Січ.                | Лют.                | Бер.                | Квіт.               | Трав.               | Черв.               | Лип.                | Серп.               | Вер.                | Жовт.               | Лист.               | Груд.               | Рік                 |
| Середній максимум, °C | 20,3                | 20,1                | 20,1                | 20,8                | 21,2                | 22,2                | 24,4                | 25,4                | 25,6                | 24,3                | 22,1                | 19,7                | 22,2                |
| Середній мінімум, °C  | 7,7                 | 8,6                 | 10,2                | 11,7                | 14,2                | 15,9                | 18,1                | 18,7                | 17,3                | 14,4                | 10,1                | 7,4                 | 12,8                |
| Норма опадів, мм      | 47                  | 58                  | 43                  | 17                  | 2                   | 2                   | 1                   | 0                   | 4                   | 12                  | 25                  | 33                  | 245                 |
| Днів з опадами        | 5,0                 | 6,6                 | 5,6                 | 3,1                 | 0,7                 | 0,5                 | 0,3                 | 0,3                 | 0,6                 | 1,9                 | 3,3                 | 4,5                 | 32,4                |
| --------------------- | ------------------- | ------------------- | ------------------- | ------------------- | ------------------- | ------------------- | ------------------- | ------------------- | ------------------- | ------------------- | ------------------- | ------------------- | ------------------- |
| Джерело: NOAA         |                     |                     |                     |                     |                     |                     |                     |                     |                     |                     |                     |                     |                     |

## Демографія
Згідно з переписом 2010 року, у місті мешкало 243 916 осіб у 75 515 домогосподарствах у складі 59 408 родин. Густота населення становила 1808 осіб/км².  Було 79416 помешкань (589/км²).
Расовий склад населення:
| - 53,7 % — білих - 14,4 % — азіатів - 4,6 % — чорних або афроамериканців - 0,8 % — корінних американців - 0,6 % — вихідців з тихоокеанських островів - 20,2 % — осіб інших рас |

До двох чи більше рас належало 5,8 %. Частка іспаномовних становила 58,2 % від усіх жителів.
За віковим діапазоном населення розподілялося таким чином: 27,9 % — особи молодші 18 років, 62,1 % — особи у віці 18—64 років, 10,0 % — особи у віці 65 років та старші. Медіана віку мешканця становила 33,7 року. На 100 осіб жіночої статі у місті припадало 93,9 чоловіків;  на 100 жінок у віці від 18 років та старших — 90,2 чоловіків також старших 18 років.
Середній дохід на одне домашнє господарство  становив 79 046 доларів США (медіана — 65 185), а середній дохід на одну сім'ю — 86 648 доларів (медіана — 74 593). Медіана доходів становила 51 298 доларів для чоловіків та 43 737 доларів для жінок. За межею бідності перебувало 12,5 % осіб, у тому числі 16,8 % дітей у віці до 18 років та 11,1 % осіб у віці 65 років та старших.
Цивільне працевлаштоване населення становило 111 882 особи. Основні галузі зайнятості: освіта, охорона здоров'я та соціальна допомога — 23,5 %, роздрібна торгівля — 12,4 %, науковці, спеціалісти, менеджери — 9,9 %, публічна адміністрація — 9,7 %.

## Туризм
Місто не має значних пам'яток історії та архітектури, тому певний інтерес являє Центр природи, що знайомить з історією, геологією та тваринним світом бухти Сан-Дієго. Олімпійський навчальний центр допомагає майбутнім олімпійським спортсменам у стрільбі з лука, веслування, катання на байдарках, футболі, софтболі, хокей на траві, тенісі, легкій атлетиці та їзді на велосипеді.
Місто має інтерес для любителів гольфу.

## Міста-побратими
| Місто    | Країна    | Рік |
| -------- | --------- | --- |
| Себу     | Філіппіни |     |
| Ірапуато | Мексика   |     |
| Одавара  | Японія    |     |